# УЛЕБ ранг листа европских националних кошаркашких лига
УЛЕБ ранг листа је направљена од стране УЛЕБ организације са циљем квалификације свих појединачних лига као и клубова учесника УЛЕБ такмичења. Према овом бодовању, клубови, као и националне кошаркашке лиге, добијају бодове на основу којих се добијају повластице приликом жребања за УЛЕБ такмичења.

## Критеријум минималног броја бодова
Ова ранг листа сачињава се тако што се за сваку националну лигу сабирају бодови које су освојили клубови са најлошијим учинком у свакој од три претходне сезоне. Овај збир бодова одређује најнижу позицију коју може заузети било који клуб из припадајуће националне лиге у жребу за Евролигу или Еврокуп.
Стање на дан 25. мај 2024. 
| Поз. | Лига                      | 2021/22. | 2022/23. | 2023/24. | Укупно |
| ---- | ------------------------- | -------- | -------- | -------- | ------ |
| 1.   | Првенство Израела         | 50       | 38       | 36       | 124    |
| 2.   | Првенство Шпаније         | 31       | 41       | 33       | 105    |
| 3.   | Првенство Француске       | 24       | 30       | 43       | 97     |
| 4.   | Првенство Грчке           | 22       | 36       | 30       | 88     |
| 5.   | Првенство Турске          | 27       | 29       | 29       | 85     |
| 6.   | Првенство Литваније       | 28       | 31       | 25       | 84     |
| 7.   | Првенство Немачке         | 25       | 27       | 20       | 72     |
| 8.   | Јадранска лига            | 31       | 21       | 19       | 71     |
| 9.   | Британска кошаркашка лига | —        | 29       | 41       | 70     |
| 10.  | Првенство Италије         | 17       | 22       | 25       | 64     |
| 11.  | Првенство Пољске          | 22       | 19       | 20       | 61     |
| 12.  | Првенство Румуније        | —        | 23       | 36       | 59     |

## Ранг листа националних лига
Почев од сезоне 2007/08. у рангирању националних лига са 70% учествују резултати остварени у такмичењима, док се преосталих 30% одређује на основу комерцијалних и инфраструктурних критеријума попут ТВ права, посете на утакмицама и капацитета дворана. Првобитно је било замишљено да се од 2009. године ранг листа ажурира на сваке три године и узима у обзир резултате остварене у претходних пет сезона. Међутим, од 2012. поредак се ажурира сваке сезоне и закључно са 2014. годином користио се за доделу лиценци за учешће у такмичењима (првенствено у Евролиги).
| Поз. | Лига |
| ---- | --- |
| 1.   | Првенство Шпаније                                                                                           |
| 2.   | ВТБ јунајтед лига (окупља клубове из Русије, Белорусије и Казахстана)                                       |
| 3.   | Првенство Грчке                                                                                             |
| 4.   | Првенство Италије                                                                                           |
| 5.   | Првенство Турске                                                                                            |
| 6.   | Првенство Француске                                                                                         |
| 7.   | Првенство Немачке                                                                                           |
| 8.   | Првенство Литваније                                                                                         |
| 9.   | Јадранска лига (окупља клубове из Србије, Хрватске, Словеније, Црне Горе, Босне и Херцеговине и Македоније) |
| 10.  | Првенство Пољске                                                                                            |
| 11.  | Првенство Белгије                                                                                           |
| 12.  | Првенство Чешке                                                                                             |
| 13.  | Првенство Украјине                                                                                          |
| 14.  | Првенство Израела                                                                                           |
| 15.  | Првенство Бугарске                                                                                          |
| 16.  | Првенство Холандије                                                                                         |
| 17.  | Првенство Летоније                                                                                          |